# Ван (футбольный клуб, Ереван)
Футбольный клуб «Ван» (арм. Ֆուտբոլային Ակումբ „Վան" Երևան) — армянский футбольный клуб из города Ереван, основанный в 1990 году.

## История
Клуб был назван в честь армянского исторического города, который в своё время был столицей Армении (ныне находится в Турции). Участвовал в самом первом армянском футбольном чемпионате, в котором занял пятое место. В течение 6 сезонов неизменно выступал в Высшей лиге. Команда была крепким середнячком, и занимаемые ею места были в промежутке с 5-го по 10-е. Но, тем не менее, клуб был расформирован в 1997 году после окончания чемпионата.

## Достижения

### Национальные чемпионаты
4-е место в чемпионате Армении (2)1992, 1993
Полуфиналист Кубка Армении (1)1992

### Крупнейшие победы и поражения
Самые крупные победы:
В чемпионате Армении:
- «Ван» — «КанАЗ» Ереван — 10:0 (1993 год)
- «Ван» — «Арагац» Гюмри — 11:1 (1995/96 год)

В кубке Армении:
- «Касах» Аштарак — «Ван» — 0:7 (1996/97 год)

Самые крупные поражения:
В чемпионате Армении:
- «Ван» — «Арарат» Ереван — 2:10 (1994 год)

В кубке Армении:
- «Ван» — «Бананц» Котайк — 0:7 (1993 год)

Самые результативные матчи:
В чемпионате Армении:
- «Киликия» Ереван — «Ван» — 7:5 (1992 год)
- «Ван» — «Арарат» Ереван — 2:10 (1994 год)
- «Ван» — «Арагац» Гюмри — 11:1 (1995/96 год)

В кубке Армении:
- «Ван» — «Двин» Арташат — 7:1 (1995/96 год)

## Рекордсмены клуба
| По числу матчей     |       |
| Игрок               | Матчи |
| Ара Мосоян          | 88    |
| Мгер Гаспарян       | 88    |
| Карен Балабекян     | 85    |
| Гагик Симонян       | 77    |
| Вагаршак Шахназарян | 67    |
| Ара Маркосян        | 65    |
| Ара Казарян         | 64    |
| Оганес Антонян      | 62    |
| Ара Евдокимов       | 58    |
| Акоп Тер-Петросян   | 55    |

| Бомбардиры клуба  |      |
| Игрок             | Голы |
| Ара Евдокимов     | 35   |
| Гегам Оганесян    | 28   |
| Арсен Ханамирян   | 21   |
| Акоп Тер-Петросян | 19   |
| Гагик Симонян     | 17   |
| Геворг Карапетян  | 15   |
| Саркис Хачатрян   | 12   |
| Ашот Аветисян     | 11   |
| Армен Гуламбарян  | 11   |

## Главные тренеры
- Азат Мангасарян (1992)
- Арсен Чилингарян (1992—1993)
- Эдуард Асоян (1993—1995)
- Варужан Сукиасян (1995)
- Левон Хакобян (1996)
- Ашот Хачатрян (1996—1997)